# 일 볼로

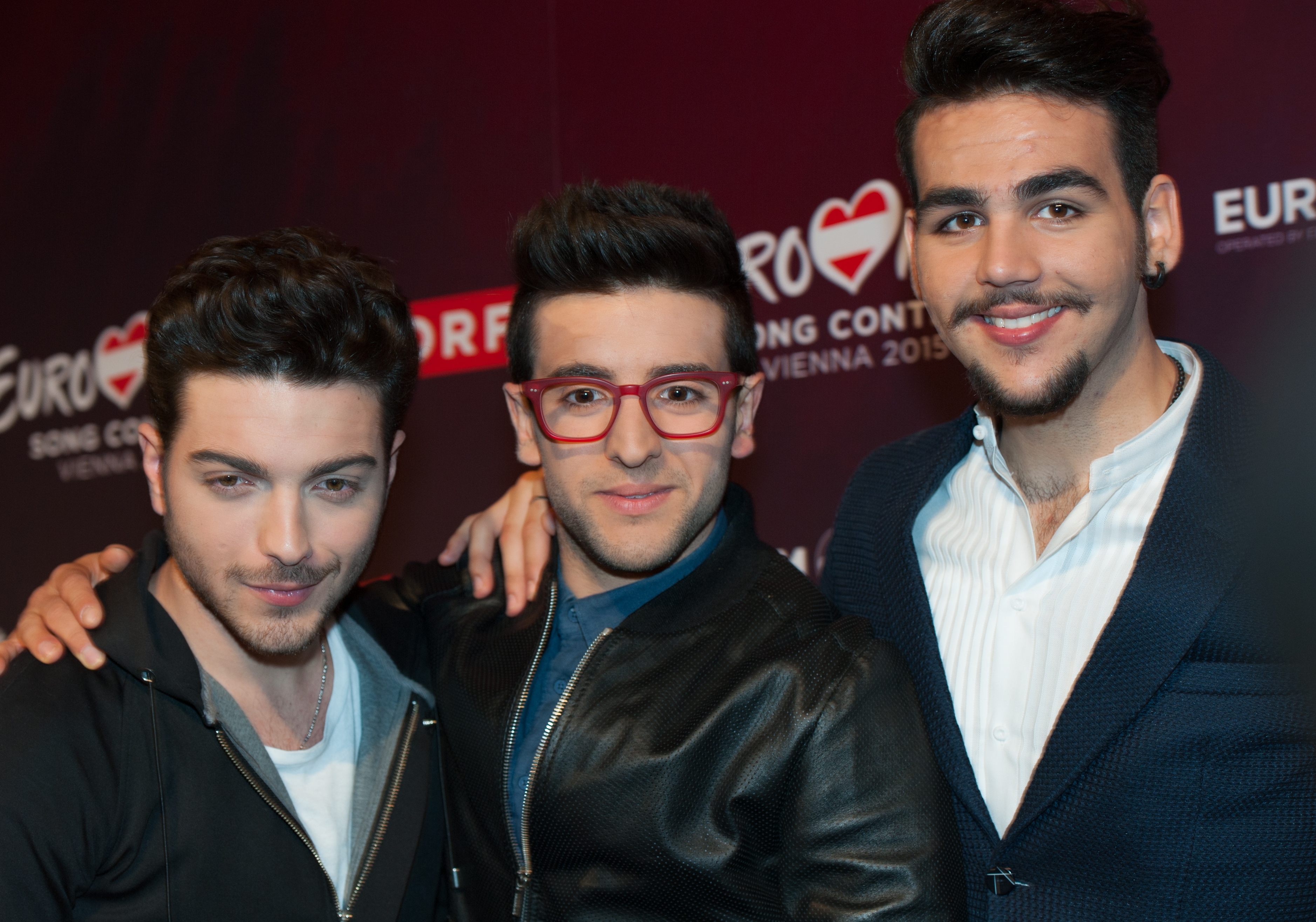
왼쪽에서 오른쪽으로 쟌루카 지노블레(Gianluca Ginoble), 삐에로 바로네(Piero Barone), 이냐치오 보스께토(Ignazio Boschetto)

일 볼로(Il Volo, 이탈리아어로 "비행/The Flight"를 의미)는 바리톤 쟌루카 지노블레, 테너 삐에로 바로네와 이냐치오 보스께토로 구성된 이탈리아의 오페라 팝 트리오이다. 자신들의 음악을 팝페라로 기술한다. 산리모 뮤직 페스티벌 2015에서 우승한 뒤 오스트리아 빈에서 열린 유로비전 송 콘테스트 2015에 이탈리아 대표로 참가하였다. 3위에 도달하였다. 그들은 7개의 스튜디오 앨범을 발표했다. 가장 최근의 앨범 제목은 Il Volo Sings Morricone이다.

## 디스코그래피
- Il Volo (2010)
- We Are Love (2012)
- Buon Natale: The Christmas Album (2013)
- Grande Amore // Grande Amore International Version // L'amore Si Muove (2015)
- Ámame (2018)
- Musica (2019)
- Il Volo Sings Morricone (2021)

## 투어
- 2011 – Il Volo North American Tour 2011
- 2011 – Il Volo European Tour 2011
- 2012 – Il Volo South American Tour 2012
- 2012 – Il Volo Takes Flight Tour
- 2012 – Barbra Live – Special guests Chris Botti and Il Volo
- 2013 – We Are Love Tour
- 2013 – Más que amor Tour
- 2014 – US & Canada Summer Tour 2014
- 2016 – Grande amore Tour
- 2016 – L'amore si muove Tour
- 2017 – Notte magica Tour
- 2019 - Musica Tour
- 2020 - The Best of Ten Years Tour

## 같이 보기
- 엔리코 카루소
- 루치아노 파바로티
- 3대 테너
- 안드레아 보첼리
- 일 디보